# Lista gatunków z rodzaju hurma
Lista gatunków z rodzaju hurma (Diospyros L.) – lista gatunków rodzaju roślin należącego do rodziny Hebankowate (Ebenaceae). Według The Plant List w obrębie tego rodzaju znajduje się 725 gatunków o nazwach zweryfikowanych i zaakceptowanych, podczas gdy 38 taksonów ma status gatunków niepewnych (niezweryfikowanych).
Lista gatunków

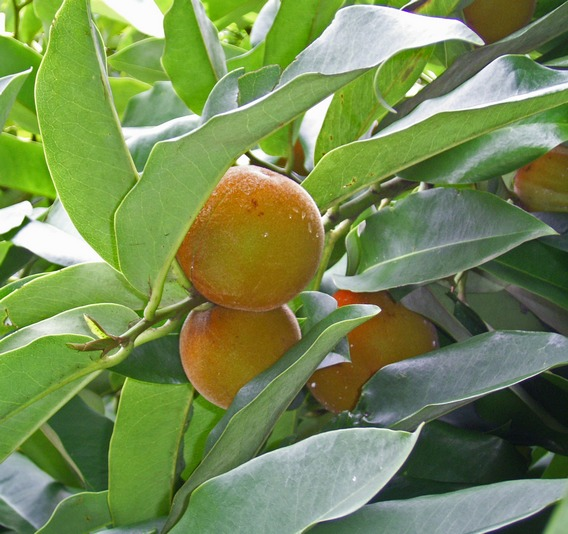
Diospyros blancoi

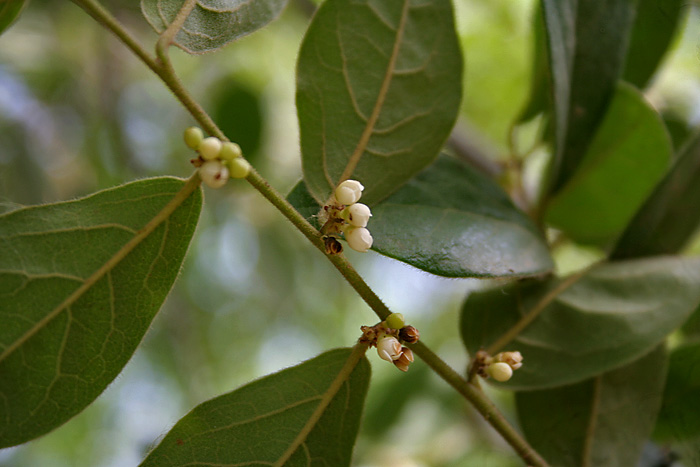
Diospyros chloroxylon

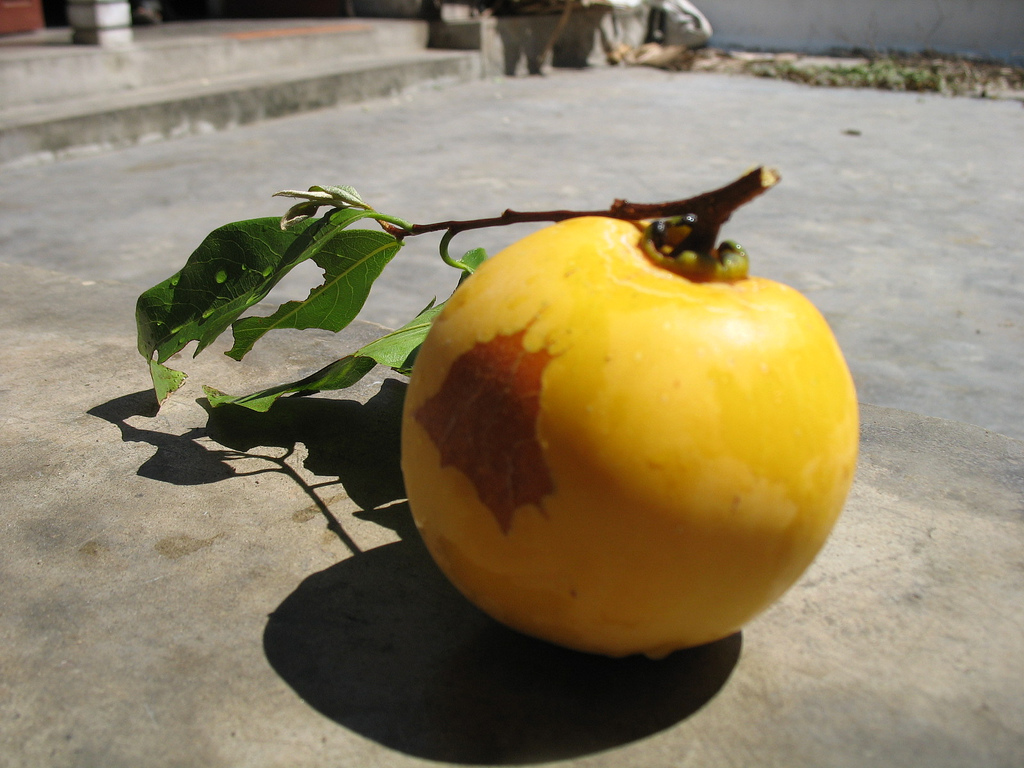
Diospyros decandra

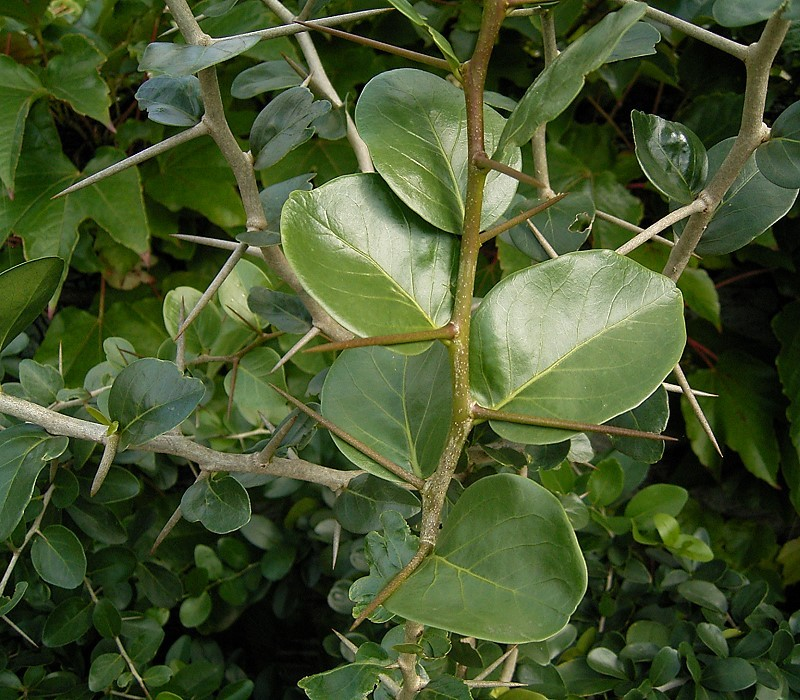
Diospyros dichrophylla

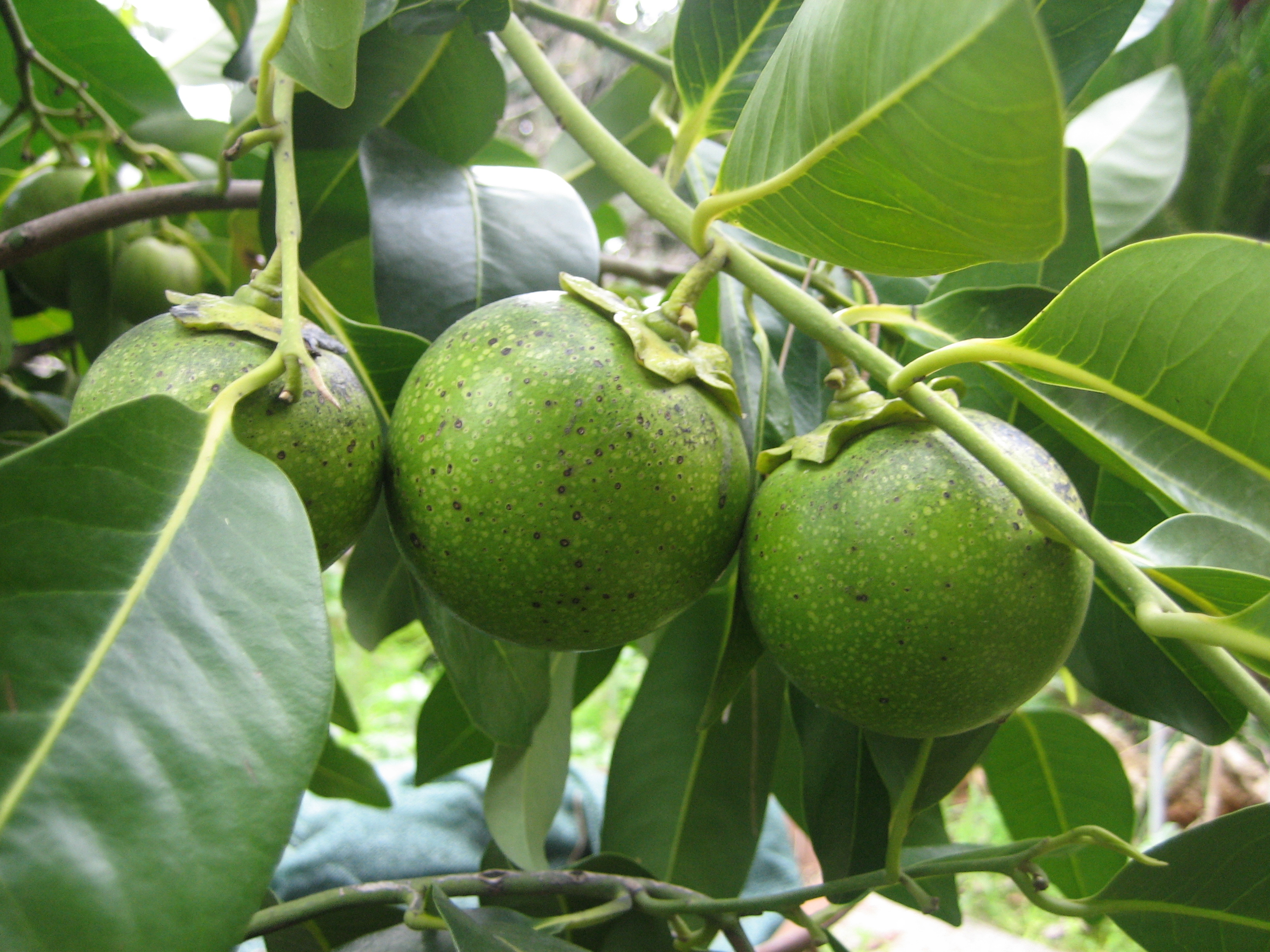
Diospyros digyna

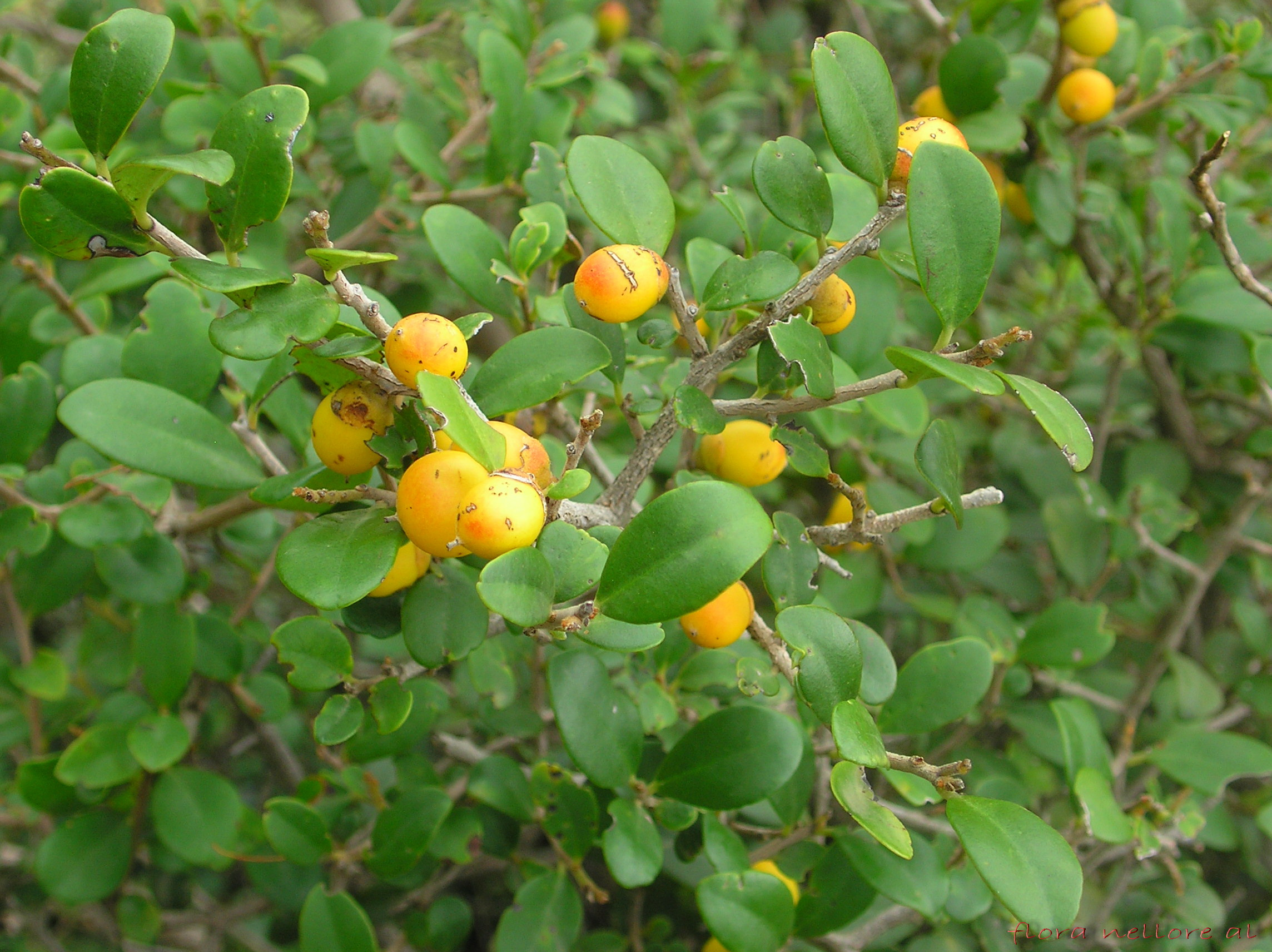
Diospyros ferrea

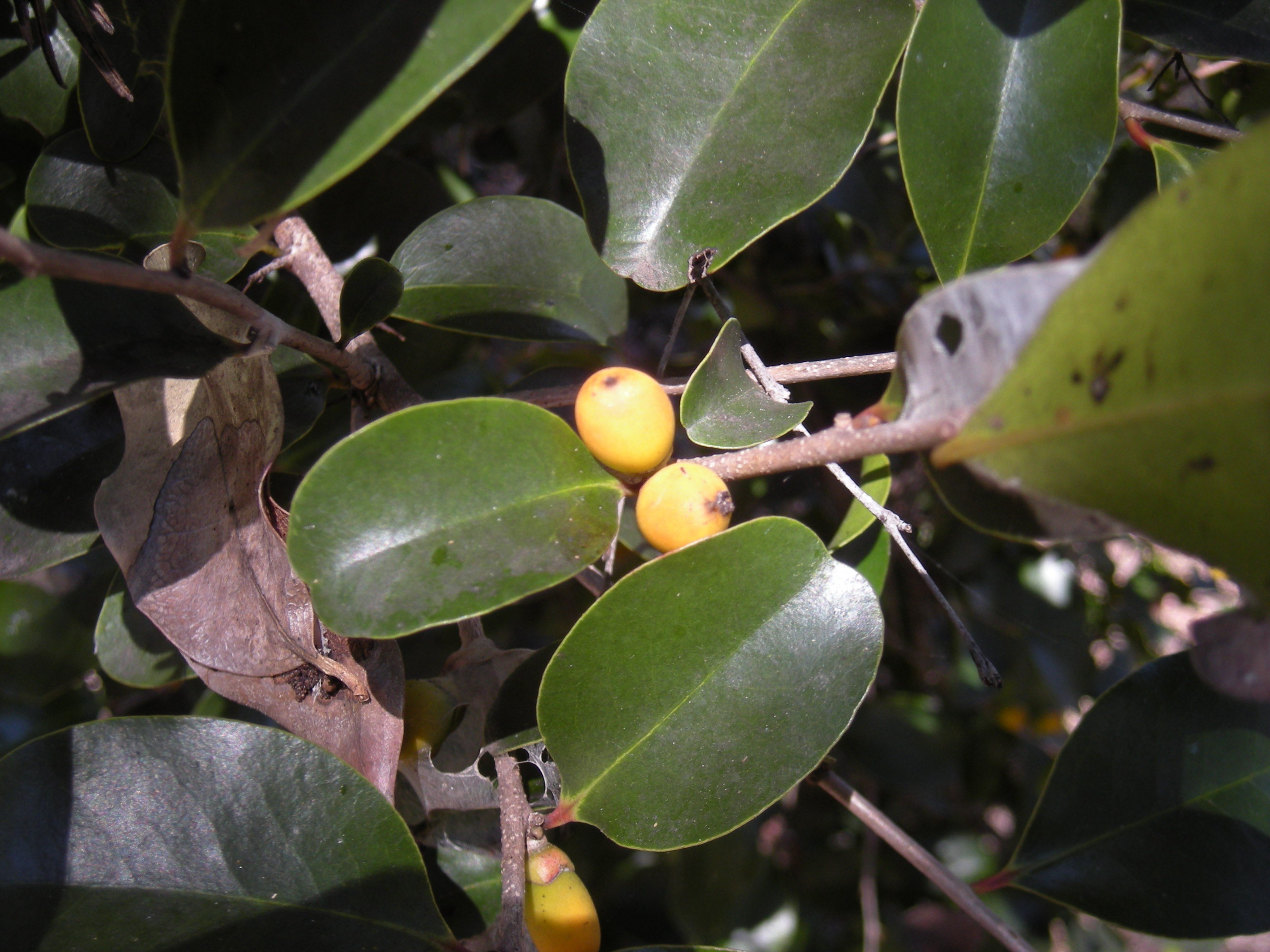
Diospyros geminata

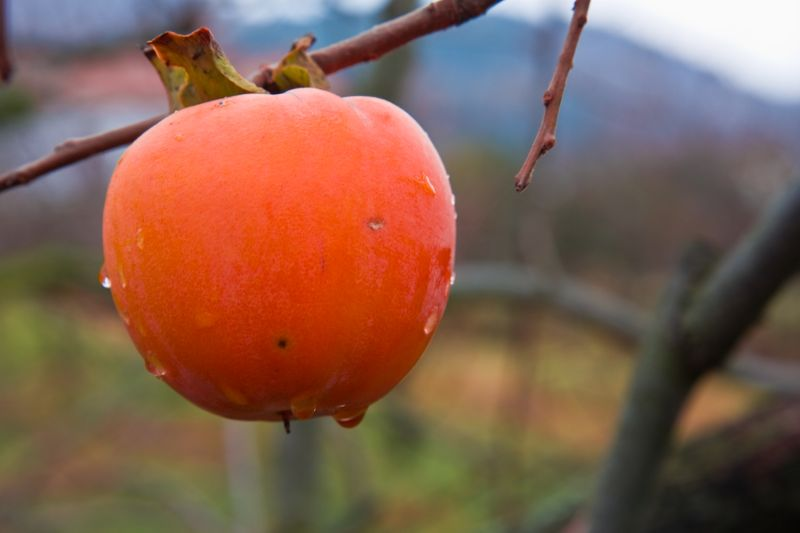
Diospyros kaki

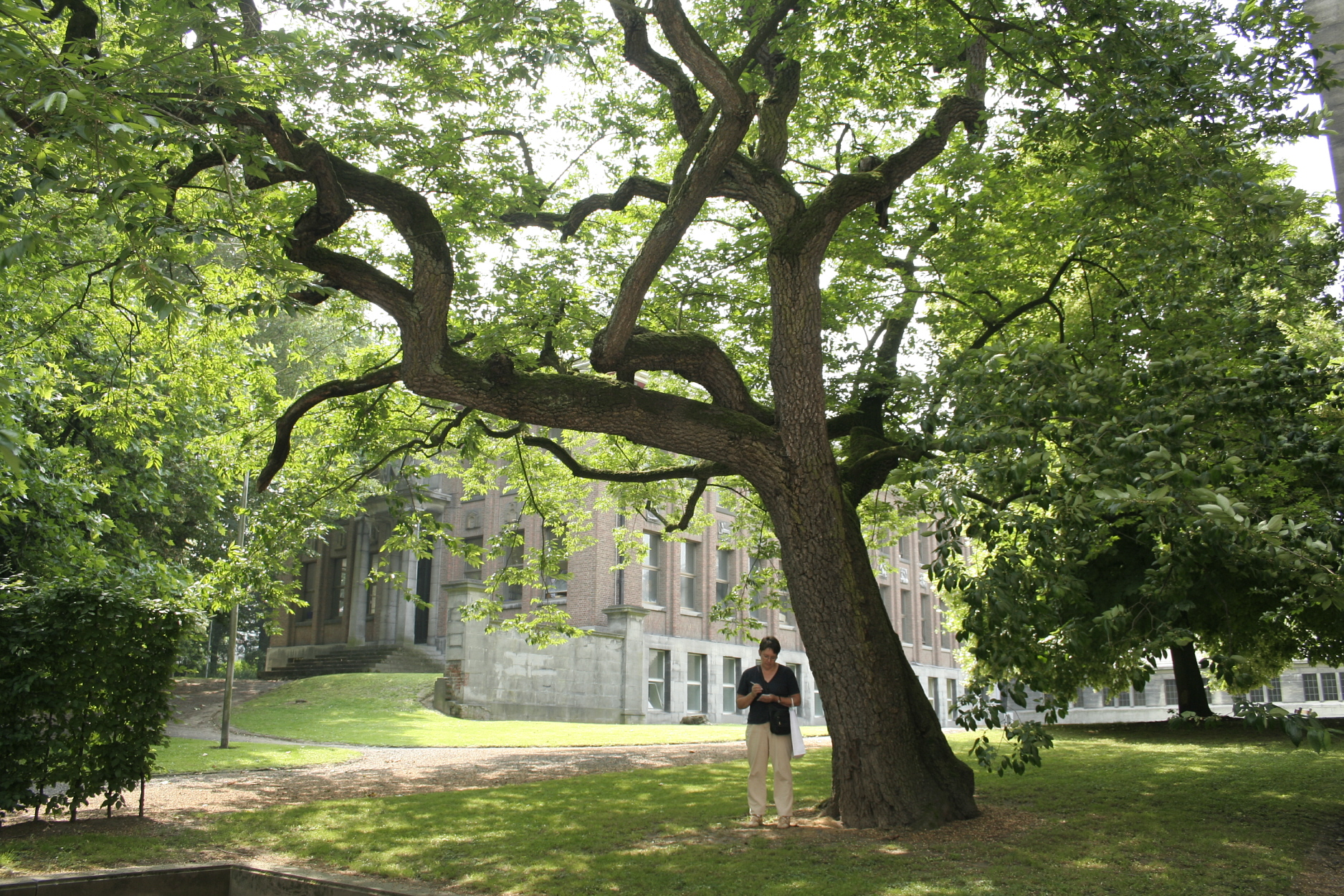
Diospyros lotus

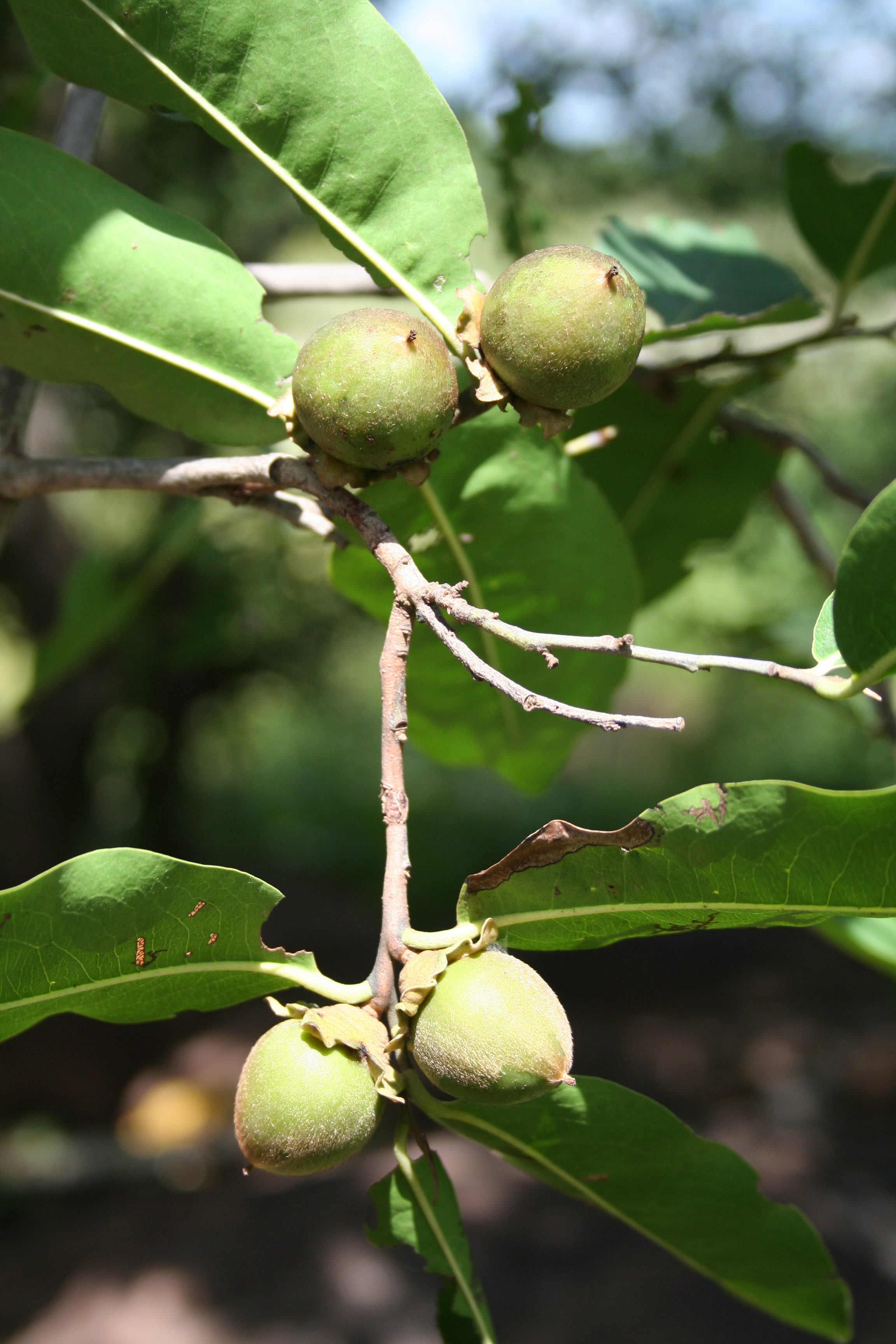
Diospyros mespiliformis

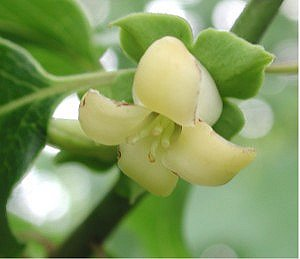
Diospyros virginiana

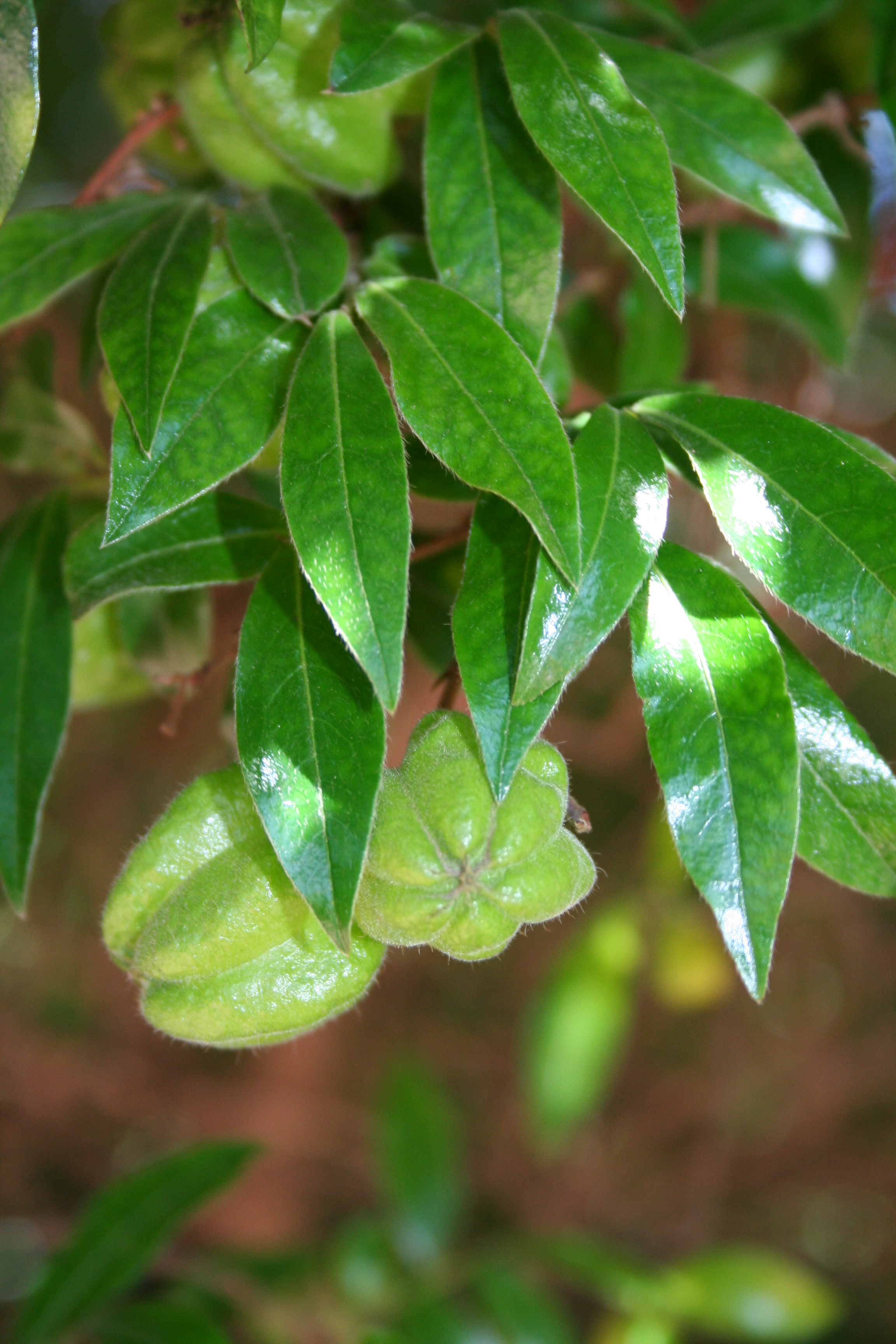
Diospyros whyteana

- Diospyros abyssinica (Hiern) F.White
- Diospyros acapulcensis Kunth
- Diospyros acocksii (De Winter) De Winter
- Diospyros acreana Cavalcante
- Diospyros acris Hemsl.
- Diospyros aculeata H.Perrier
- Diospyros acuminata (Thwaites) Kosterm.
- Diospyros acuta Thwaites
- Diospyros addita Fletcher
- Diospyros adenophora Bakh.
- Diospyros adiensis Kosterm.
- Diospyros aequoris Standl.
- Diospyros affinis Thwaites
- Diospyros aifatensis Kosterm.
- Diospyros alatella Kosterm.
- Diospyros albiflora Alston
- Diospyros alboflavescens (Gürke) F.White
- Diospyros alisu B.Walln.
- Diospyros alpina Kosterm.
- Diospyros amabi B.Walln.
- Diospyros amanap B.Walln.
- Diospyros amaniensis Gürke
- Diospyros amboinensis Bakh.
- Diospyros analamerensis H.Perrier
- Diospyros andamanica (Kurz) Bakh.
- Diospyros angulata Poir.
- Diospyros anisandra S.F.Blake
- Diospyros anisocalyx C.Y.Wu
- Diospyros anitae F.White
- Diospyros ankifiensis H.Perrier
- Diospyros anosivolensis H.Perrier
- Diospyros apeibocarpos Raddi
- Diospyros apiculata Hiern
- Diospyros araripensis Cavalcante
- Diospyros areolata King & Gamble
- Diospyros areolifolia Kosterm.
- Diospyros argentea Griff.
- Diospyros armata Hemsl.
- Diospyros artanthifolia Mart. ex Miq.
- Diospyros arupaj B.Walln.
- Diospyros atrata (Thwaites) Alston
- Diospyros atrotricha H.W.Li
- Diospyros attenuata Thwaites
- Diospyros aurea Teijsm. & Binn.
- Diospyros australis (R.Br.) Hiern
- Diospyros balansae Guillaumin
- Diospyros balfouriana Diels
- Diospyros baloen-ldjoek Bakh.
- Diospyros bambuseti Fletcher
- Diospyros bangkana Bakh.
- Diospyros bangoiensis Lecomte
- Diospyros baranensis Lecomte
- Diospyros barberi Ramaswami
- Diospyros baroniana H.Perrier
- Diospyros barteri Hiern
- Diospyros batocana Hiern
- Diospyros beccarioides Ng
- Diospyros bejaudii Lecomte
- Diospyros bemarivensis H.Perrier
- Diospyros benstonei Kosterm.
- Diospyros bernieri Hiern
- Diospyros bernieriana (Baill.) H.Perrier
- Diospyros bezofensis H.Perrier
- Diospyros bibracteata Bakh.
- Diospyros bipindensis Gürke
- Diospyros blepharophylla Standl.
- Diospyros blumutensis Ng
- Diospyros boala De Wild.
- Diospyros boiviniana (Baill.) G.E. Schatz & Lowry
- Diospyros boivinii Hiern
- Diospyros boliviana Rusby
- Diospyros bonii Lecomte
- Diospyros borbonica I.Richardson
- Diospyros borneensis Hiern
- Diospyros bourdillonii Brandis
- Diospyros boutoniana A.DC.
- Diospyros brainii Ng
- Diospyros brandisiana Kurz
- Diospyros brasiliensis Mart. ex Miq.
- Diospyros brassica F.White
- Diospyros brevicalyx Boerl. & Koord.-Schum.
- Diospyros brideliifolia Elmer
- Diospyros britannoborneensis Bakh.
- Diospyros bullata A.C.Sm.
- Diospyros bumelioides Standl.
- Diospyros bundeyana Kosterm.
- Diospyros burchellii Hiern
- Diospyros burmanica Kurz
- Diospyros bussei Gürke
- Diospyros buxifolia (Blume) Hiern
- Diospyros cacharensis (Das & P.C.Kanjilal) H.B.Naithani
- Diospyros cachimboensis Pires & Cavalc.
- Diospyros calcicola Merr.
- Diospyros calciphila F.White
- Diospyros californica (Brandegee) I.M.Johnst.
- Diospyros caloneura C.Y.Wu
- Diospyros calophylla Hiern
- Diospyros calycantha O.Schwarz
- Diospyros cambodiana Lecomte
- Diospyros campanulata Bakh.
- Diospyros campechiana Lundell
- Diospyros camposii Provance & A.C.Sanders
- Diospyros canaliculata De Wild.
- Diospyros candolleana Wight
- Diospyros capreifolia Mart. ex Hiern
- Diospyros capricornuta F.White
- Diospyros carbonaria Benoist
- Diospyros caribaea (A.DC.) Standl.
- Diospyros carpinifolia (Ridl.) Bakh.
- Diospyros castanea (Craib) Fletcher
- Diospyros cathayensis Steward
- Diospyros caudisepala Bakh.
- Diospyros cauliflora Blume
- Diospyros cauligera F.White
- Diospyros cavalcantei Sothers
- Diospyros cayennensis A.DC.
- Diospyros celebica Bakh.
- Diospyros chaetocarpa Kosterm.
- Diospyros chamaethamnus Mildbr.
- Diospyros changii R.H.Miao
- Diospyros chartacea Wall. ex A.DC.
- Diospyros cherrieri F.White
- Diospyros chevalieri De Wild.
- Diospyros chloroxylon Roxb.
- Diospyros choboensis Lecomte
- Diospyros christophersenii Fosberg
- Diospyros chrysocarpa F.White
- Diospyros chrysophyllos Poir.
- Diospyros chunii Metcalf & L.Chen
- Diospyros cinnabarina (Gürke) F.White
- Diospyros cinnamomoides H.Perrier
- Diospyros clementium Bakh.
- Diospyros clusiifolia (Hiern) G.E. Schatz & Lowry
- Diospyros coaetanca Fletcher
- Diospyros coccinea Gürke ex De Wild.
- Diospyros coccolobifolia Mart. ex Miq.
- Diospyros collinsiae Craib
- Diospyros comorensis Hiern
- Diospyros confertiflora (Hiern) Bakh.
- Diospyros conformis Bakh.
- Diospyros conifera H.Perrier
- Diospyros conocarpa Gürke ex K.Schum.
- Diospyros consanguinea Merr.
- Diospyros consolatae Chiov.
- Diospyros conzattii Standl.
- Diospyros cooperi (Hutch. & Dalziel) F.White
- Diospyros corallina Chun & T.C.Chen
- Diospyros cordata (Hiern) Bakh.
- Diospyros cordato-oblonga Kosterm.
- Diospyros coriacea Hiern
- Diospyros coursiana H.Perrier
- Diospyros crassiflora Hiern
- Diospyros crassinervis (Krug & Urb.) Standl.
- Diospyros crebripilis Kosterm.
- Diospyros crockerensis Ng
- Diospyros crotalaria Provance & A.C.Sanders
- Diospyros crumenata Thwaites
- Diospyros cupulifera H.Perrier
- Diospyros cupulosa (F.Muell.) F.Muell.
- Diospyros curranii Merr.
- Diospyros daemona Bakh.
- Diospyros dalyom B.Walln.
- Diospyros danguyana H.Perrier
- Diospyros dasyphylla Kurz
- Diospyros decandra Lour.
- Diospyros decaryana H.Perrier
- Diospyros defectrix Fletcher
- Diospyros dendo Welw. ex Hiern
- Diospyros densiflora Wall. ex G.Don
- Diospyros dichroa Sandwith
- Diospyros dichrophylla (Gand.) De Winter
- Diospyros dicorypheoides H.Perrier
- Diospyros dictyoneura Hiern
- Diospyros diepenhorstii Miq.
- Diospyros dinhensis T.H.Nguyên
- Diospyros discocalyx Merr.
- Diospyros discolor Willd.
- Diospyros diversifolia Hiern
- Diospyros diversilimba Merr. & Chun
- Diospyros dodecandra Lour.
- Diospyros dolmen B.Walln.
- Diospyros domarkind B.Walln.
- Diospyros domingensis (Urb.) Alain
- Diospyros duartei Cavalcante
- Diospyros dumetorum W.W.Sm.
- Diospyros dussaudii Lecomte
- Diospyros ebenifera (H. Perrier) G.E. Schatz & Lowry
- Diospyros ebenoides Kosterm.
- Diospyros ebenum J.Koenig ex Retz. – hurma hebanowa
- Diospyros eburnea Bakh.
- Diospyros egleri Pires & Cavalc.
- Diospyros egrettarum I.Richardson
- Diospyros ehretioides Wall. ex G.Don
- Diospyros ekodul B.Walln.
- Diospyros elegans C.B.Clarke
- Diospyros elephasii Lecomte
- Diospyros elliotii (Hiern) F.White
- Diospyros ellipsoidea King & Gamble
- Diospyros elliptifolia Merr.
- Diospyros eriantha Champ. ex Benth.
- Diospyros erudita F.White
- Diospyros erythrosperma H.Perrier
- Diospyros esmereg B.Walln.
- Diospyros eucalyptifolia Bakh.
- Diospyros euphlehia Merr.
- Diospyros evena Bakh.
- Diospyros everettii Merr.
- Diospyros exsculpta Buch.-Ham.
- Diospyros fanjingshanica S.K.Lee
- Diospyros fasciculosa (F.Muell.) F.Muell.
- Diospyros fastidiosa F.White
- Diospyros feliciana Letouzey & F.White
- Diospyros fenal B.Walln.
- Diospyros fengchangensis S.Y.Lu
- Diospyros fengii C.Y.Wu
- Diospyros ferox Bakh.
- Diospyros ferruginescens Bakh.
- Diospyros filipendula Pierre ex Lecomte
- Diospyros filipes H.Perrier
- Diospyros fischeri Gürke
- Diospyros flavocarpa (Vieill. ex P.Parm.) F.White
- Diospyros fleuryana A.Chev. ex Lecomte
- Diospyros foliolosa Wall. ex A.DC.
- Diospyros foliosa (Rich ex A.Gray) Bakh.
- Diospyros forbesii Bakh.
- Diospyros forrestii J.Anthony
- Diospyros foxworthyi Bakh.
- Diospyros fragrans Gürke
- Diospyros froesii Cavalcante
- Diospyros frutescens Blume
- Diospyros fulvopilosa Fletcher
- Diospyros fuscovelutina Baker
- Diospyros fusicarpa Bakh.
- Diospyros fusiformis Kosterm.
- Diospyros gabunensis Gürke
- Diospyros gallo B.Walln.
- Diospyros galpinii (Hiern) De Winter
- Diospyros gambleana Bakh.
- Diospyros gaultheriifolia Mart. ex Miq.
- Diospyros ghatensis B.R.Ramesh & D.De Franceschi
- Diospyros gigantocarpa Kosterm.
- Diospyros gillespiei (Fosberg) Kosterm.
- Diospyros gilletii De Wild.
- Diospyros gillisonii Kosterm.
- Diospyros glabra (L.) De Winter
- Diospyros glabrata (Warb.) Kosterm.
- Diospyros glandulifera De Winter
- Diospyros glandulosa Lace
- Diospyros glans F.White
- Diospyros glaucifolia Metcalf
- Diospyros glaucophylla Bakh.
- Diospyros glomerata Spruce ex Hiern
- Diospyros goudotii Hiern
- Diospyros gracilescens Gürke
- Diospyros gracilipes Hiern
- Diospyros gracilis Fletcher
- Diospyros greenwayi F.White
- Diospyros greshoffiana Koord. ex Bakh.
- Diospyros greveana H.Perrier
- Diospyros grex F.White
- Diospyros grisebachii (Hiern) Standl.
- Diospyros guatterioides A.C.Sm.
- Diospyros guianensis (Aubl.) Gürke
- Diospyros haberi Provance & A.C.Sanders
- Diospyros hackenbergii Diels
- Diospyros hainanensis Merr.
- Diospyros haivanensis T.H.Nguyên
- Diospyros halesioides Griseb.
- Diospyros hallieri Bakh.
- Diospyros haplostylis Boivin ex Hiern
- Diospyros hartmanniana S.Knapp
- Diospyros hasseltii Zoll.
- Diospyros hassleri Hiern
- Diospyros havilandii Bakh.
- Diospyros hayatae Lecomte
- Diospyros hazomainty H.Perrier
- Diospyros hebecarpa A.Cunn. ex Benth.
- Diospyros hemiteles I.Richardson
- Diospyros heterosepala H.Perrier
- Diospyros heterotricha (Welw. ex Hiern) F.White
- Diospyros heudelotii Hiern
- Diospyros hexamera C.Y.Wu
- Diospyros hierniana (King & Gamble) Bakh.
- Diospyros hilairei (Hiern) Cavalcante
- Diospyros hillebrandii (Seem.) Fosberg
- Diospyros hirsuta L.f.
- Diospyros hispida A.DC.
- Diospyros holeana B.L.Gupta & P.C.Kanjilal
- Diospyros holttumii Bakh.
- Diospyros howii Merr. & Chun
- Diospyros hoyleana F.White
- Diospyros humbertiana H.Perrier
- Diospyros implexicalyx H.Perrier
- Diospyros impolita F.White
- Diospyros impressa Dunn & R.S.Willliams
- Diospyros inconstans Jacq.
- Diospyros inexplorata F.White
- Diospyros inflata Merr. & Chun
- Diospyros inhacaensis F.White
- Diospyros insidiosa Bakh.
- Diospyros insignis Thwaites
- Diospyros insularis Bakh.
- Diospyros intricata (A.Gray) Standl.
- Diospyros ismailii Ng
- Diospyros iturensis (Gürke) Letouzey & F.White
- Diospyros janeirensis Sandwith
- Diospyros janowskyi Bakh.
- Diospyros japonica Siebold & Zucc.
- Diospyros javanica Bakh.
- Diospyros johnstoniana Standl. & Steyerm.
- Diospyros johorensis Ng
- Diospyros juruensis A.C.Sm.
- Diospyros kabuyeana F.White
- Diospyros kajangensis Bakh.
- Diospyros kaki L.f. – hurma wschodnia
- Diospyros kamerunensis Gürke
- Diospyros kanizur B.Walln.
- Diospyros kanurii F.White
- Diospyros katendei Verdc.
- Diospyros keningauensis Ng
- Diospyros kerrii Craib
- Diospyros ketsensis H.Perrier
- Diospyros ketun B.Walln.
- Diospyros kika Debb. & Biswas
- Diospyros kingii Bakh.
- Diospyros kintungensis C.Y.Wu
- Diospyros kirkii Hiern
- Diospyros kochummenii Ng
- Diospyros koeboeensis Bakh.
- Diospyros koenigii Kosterm.
- Diospyros kolom B.Walln.
- Diospyros kondor B.Walln.
- Diospyros korthalsiana Hiern
- Diospyros korupensis Gosline
- Diospyros kostermansii V.Singh
- Diospyros kotoensis T.Yamaz.
- Diospyros krukovii A.C.Sm.
- Diospyros kupensis Gosline
- Diospyros kurzii Hiern
- Diospyros labillardierei F.White
- Diospyros laevis Bojer ex A.DC.
- Diospyros lanceifolia Roxb.
- Diospyros lanceolata Poir.
- Diospyros landii Cavalcante
- Diospyros lanticellata Baker
- Diospyros lateralis Hiern
- Diospyros latisepala Ridl.
- Diospyros latispathulata H.Perrier
- Diospyros leonardii (Urb. & Ekman) Alain
- Diospyros leonis (Britton & P.Wilson) Standl.
- Diospyros leucomelas Poir.
- Diospyros liberiensis A.Chev. ex Hutch. & Dalziel
- Diospyros lissocarpoides Sandwith
- Diospyros lobata Lour.
- Diospyros lolin Bakh.
- Diospyros lolinopsis Kosterm.
- Diospyros longibracteata Lecomte
- Diospyros longiciliata Merr.
- Diospyros longiflora Letouzey & F.White
- Diospyros longipedicellata Lecomte
- Diospyros longipilosa Phengklai
- Diospyros longistyla A.C.Sm.
- Diospyros longshengensis S.K.Lee
- Diospyros lotus L. – hurma kaukaska
- Diospyros loureiroana G.Don
- Diospyros louvelii H.Perrier
- Diospyros lunduensis Ng
- Diospyros lycioides Desf.
- Diospyros mabacea (F.Muell.) F.Muell.
- Diospyros maclurei Merr.
- Diospyros macrocarpa Hiern
- Diospyros macrophylla Blume
- Diospyros madecassa H.Perrier
- Diospyros mafiensis F.White
- Diospyros magogoana F.White
- Diospyros maingayi (Hiern) Bakh.
- Diospyros major (G.Forst.) Bakh.
- Diospyros malabarica (Desr.) Kostel.
- Diospyros malaccensis Bakh.
- Diospyros malacothrix Kosterm.
- Diospyros manampetsae H.Perrier
- Diospyros manausensis Cavalcante
- Diospyros mangabensis Aug.DC.
- Diospyros mangorensis H.Perrier
- Diospyros mannii Hiern
- Diospyros manu B.Walln.
- Diospyros mapingo H.Perrier
- Diospyros margaretae F.White
- Diospyros maritima Blume
- Diospyros marmorata R.Parker
- Diospyros martabanica C.B.Clarke
- Diospyros martini Benoist
- Diospyros masoalensis H.Perrier
- Diospyros matheriana A.C.Sm.
- Diospyros mattogrossensis Hoehne
- Diospyros megasepala Baker
- Diospyros melanida Poir.
- Diospyros melanoxylon Roxb.
- Diospyros melocarpa F.White
- Diospyros mespiliformis Hochst. ex A.DC.
- Diospyros metcalfii Chun & T.C.Chen
- Diospyros mexiae Standl.
- Diospyros miaoshanica S.K.Lee
- Diospyros micrantha Sandwith
- Diospyros micromera Bakh.
- Diospyros microrhombus Hiern
- Diospyros miltonii Cavalcante
- Diospyros minahassae Bakh.
- Diospyros mindanaensis Merr.
- Diospyros minimifolia F.White
- Diospyros minutiflora Bakh.
- Diospyros minutiloba H.Perrier
- Diospyros moi Lecomte
- Diospyros mollis Griff.
- Diospyros mollissima Kosterm.
- Diospyros monbuttensis Gürke
- Diospyros montana Roxb.
- Diospyros moonii Thwaites
- Diospyros morrisiana Hance
- Diospyros multibracteata (Merr.) Bakh.
- Diospyros multiflora Blanco
- Diospyros multinervis Ng
- Diospyros mun A.Chev. ex Lecomte
- Diospyros muricata Bakh.
- Diospyros mweroensis F.White
- Diospyros myrmecocarpa Mart. ex Miq.
- Diospyros myrtifolia H.Perrier
- Diospyros nana Bakh.
- Diospyros nanay B.Walln.
- Diospyros natalensis (Harv.) Brenan
- Diospyros navillei H.Lév.
- Diospyros nebulosa F.White
- Diospyros neglecta F.White
- Diospyros neilgerrensis (Wight) Kosterm.
- Diospyros nemorosa Bakh.
- Diospyros nenab B.Walln.
- Diospyros neraudii A.DC.
- Diospyros neurosepala Bakh.
- Diospyros nhatrangensis Lecomte
- Diospyros nigra (J.F.Gmel.) Perrier
- Diospyros nigricans Wall. ex A.DC.
- Diospyros nigrocortex C.Y.Wu
- Diospyros nilagirica Bedd.
- Diospyros nitida Merr.
- Diospyros nodosa Poir.
- Diospyros normanbyensis Kosterm.
- Diospyros novoguineensis Bakh.
- Diospyros nummulariifolia Kosterm.
- Diospyros nur B.Walln.
- Diospyros nutans King & Gamble
- Diospyros oaxacana Standl.
- Diospyros obliquifolia (Hiern ex Gürke) F.White
- Diospyros oblonga Wall. ex G.Don
- Diospyros oblongifolia (Thwaites) Kosterm.
- Diospyros occlusa H.Perrier
- Diospyros occulta F.White
- Diospyros okkesii Kosterm.
- Diospyros oldhamii Maxim.
- Diospyros oleifera W.C.Cheng
- Diospyros olen Hiern
- Diospyros oligantha Merr.
- Diospyros oliviformis R.H.Miao
- Diospyros onanae Gosline
- Diospyros oocarpa Thwaites
- Diospyros opaca C.B.Clarke
- Diospyros oppositifolia Thwaites
- Diospyros orthioneura Diels
- Diospyros ottohuberi B.Walln.
- Diospyros oubatchensis Kosterm.
- Diospyros ovalifolia Wight
- Diospyros ovalis Hiern
- Diospyros oxycarpa (Urb.) Alain
- Diospyros pahangensis Bakh.
- Diospyros palauensis (Kaneh.) Hosok.
- Diospyros palembanica Bakh.
- Diospyros pallens (Thunb.) F.White
- Diospyros palmeri Eastw.
- Diospyros panamensis S.Knapp
- Diospyros pancheri Kosterm.
- Diospyros panguana B.Walln.
- Diospyros paniculata Dalzell
- Diospyros papuana Valeton ex Bakh.
- Diospyros parabuxifolia Ng
- Diospyros paraensis Sothers
- Diospyros parifolia H.Perrier
- Diospyros parviflora (Schltr.) Bakh.
- Diospyros parvifolia Hiern
- Diospyros pauciflora King & Gamble
- Diospyros peekelii Lauterb.
- Diospyros pemadasae Jayas.
- Diospyros penangiana King & Gamble
- Diospyros pendula Hasselt ex Hassk.
- Diospyros penibukanensis Bakh.
- Diospyros pentamera (F.Muell.) Woods & F.Muell.
- Diospyros perakensis Bakh.
- Diospyros perfida Bakh.
- Diospyros perglauca H.Perrier
- Diospyros perplexa F.White
- Diospyros perreticulata H.Perrier
- Diospyros perrieri Jum.
- Diospyros pervillei Hiern
- Diospyros phanrangensis Lecomte
- Diospyros philippinensis A.DC.
- Diospyros phlebodes (A.C.Sm.) A.C.Sm.
- Diospyros phuketensis Phengklai
- Diospyros physocalycina Gürke
- Diospyros pierrei Lecomte
- Diospyros pilosanthera Blanco
- Diospyros pilosiuscula G.Don
- Diospyros piresii Cavalcante
- Diospyros piscatoria Gürke
- Diospyros piscicapa Ridl.
- Diospyros platanoides Letouzey & F.White
- Diospyros platycalyx Hiern
- Diospyros plectosepala Hiern
- Diospyros poeppigiana A.DC.
- Diospyros polita Bakh.
- Diospyros polystemon Gürke
- Diospyros poncei Merr.
- Diospyros potamica Kosterm.
- Diospyros potingensis Merr. & Chun
- Diospyros preussii Gürke
- Diospyros pruinosa Hiern
- Diospyros pruriens Dalzell
- Diospyros pseudoharmandii T.H.Nguyên
- Diospyros pseudomalabarica Bakh.
- Diospyros pseudomespilus Mildbr.
- Diospyros pseudoxylopia Mildbr.
- Diospyros pterocalyx Bojer ex A.DC.
- Diospyros pubescens Pers.
- Diospyros pulchra Bakh.
- Diospyros puncticulosa Bakh.
- Diospyros punctilimba C.Y.Wu
- Diospyros pustulata F.White
- Diospyros pyrrhocarpa Miq.
- Diospyros quaesita Thwaites
- Diospyros quiloensis (Hiern) F.White
- Diospyros rabiensis Breteler
- Diospyros racemosa Roxb.
- Diospyros ramiflora Roxb.
- Diospyros ramulosa (E.Mey. ex A.DC.) De Winter
- Diospyros ranongensis Phengklai
- Diospyros rekoi Standl.
- Diospyros relit B.Walln.
- Diospyros reticulinervis C.Y.Wu
- Diospyros revaughanii I.Richardson
- Diospyros revolutissima F.White
- Diospyros rheophytica Kosterm.
- Diospyros rhodocalyx Kurz
- Diospyros rhododendroides Kosterm.
- Diospyros rhombifolia Hemsl.
- Diospyros ridleyi Bakh.
- Diospyros ridsdalei Kosterm.
- Diospyros riedelii (Hiern) B.Walln.
- Diospyros rigida Hiern
- Diospyros ropourea B.Walln.
- Diospyros rosei Standl.
- Diospyros rostrata (Merr.) Bakh.
- Diospyros rotok B.Walln.
- Diospyros rotundifolia Hiern
- Diospyros rubicunda Gürke
- Diospyros rufa King & Gamble
- Diospyros rufogemmata Lecomte
- Diospyros rumphii Bakh.
- Diospyros sahayadryensis P.Daniel & Vajr.
- Diospyros sakalavarum H.Perrier
- Diospyros saldanhae Kosterm.
- Diospyros salicifolia Humb. & Bonpl. ex Willd.
- Diospyros salletii Lecomte
- Diospyros samoensis A.Gray
- Diospyros sandwicensis (A.DC.) Fosberg
- Diospyros sankurensis Gürke
- Diospyros santaremnensis Sandwith
- Diospyros sanza-minika A.Chev.
- Diospyros savannarum Kosterm.
- Diospyros saxatilis S.K.Lee
- Diospyros saxicola R.H.Miao
- Diospyros scabiosa Bakh.
- Diospyros scabra (Chiov.) Cufod.
- Diospyros scabrida (Harv. ex Hiern) De Winter
- Diospyros scalariformis Fletcher
- Diospyros schmutzii Kosterm.
- Diospyros sclerophylla H.Perrier
- Diospyros scortechinii King & Gamble
- Diospyros scottmorii B.Walln.
- Diospyros selangorensis Bakh.
- Diospyros senensis Klotzsch
- Diospyros sericea A.DC.
- Diospyros serrana Sothers
- Diospyros seychellarum (Hiern) Kosterm.
- Diospyros shimbaensis F.White
- Diospyros siamang Bakh.
- Diospyros sichourensis C.Y.Wu
- Diospyros siderophylla H.L.Li
- Diospyros simaloerensis Bakh.
- Diospyros simii (Kuntze) De Winter
- Diospyros sinaloensis S.F.Blake
- Diospyros singaporensis Bakh.
- Diospyros sintenisii (Krug & Urb.) Standl.
- Diospyros sleumeri Kosterm.
- Diospyros sogeriensis Bakh.
- Diospyros sonorae Standl.
- Diospyros soporifera Bakh.
- Diospyros sororia Bakh.
- Diospyros soubreana F.White
- Diospyros soyauxii Gürke & K.Schum.
- Diospyros sparsirama Hiern ex Greves
- Diospyros sphaerosepala Baker
- Diospyros sprucei Hiern
- Diospyros squamifolia Kosterm.
- Diospyros squamosa Bojer ex A.DC.
- Diospyros squarrosa Klotzsch
- Diospyros streptosepala Merr.
- Diospyros stricta Roxb.
- Diospyros strigosa Hemsl.
- Diospyros striicalyx H.Perrier
- Diospyros styraciformis King & Gamble
- Diospyros suaveolens Gürke
- Diospyros subacuta Hiern
- Diospyros subenervis (H. Perrier) G.E. Schatz & Lowry
- Diospyros subfalciformis H.Perrier
- Diospyros subrhomboidea King & Gamble
- Diospyros subrotata Hiern
- Diospyros subsessilifolia H.Perrier
- Diospyros subsessilis Kosterm.
- Diospyros subtrinervis H.Perrier
- Diospyros subtruncata Hochr.
- Diospyros sulcata Bourd.
- Diospyros sumatrana Miq.
- Diospyros sundaica Bakh.
- Diospyros sunyiensis Chun & T.C.Chenv
- Diospyros susarticulata Lecomte
- Diospyros sutchuensis Y.C.Yang
- Diospyros sylvatica Roxb.
- Diospyros tampinensis H.Perrier
- Diospyros tarim B.Walln.
- Diospyros tenuiflora A.C.Sm.
- Diospyros tenuipes Merr.
- Diospyros tepu B.Walln.
- Diospyros terminalis Kosterm.
- Diospyros tero B.Walln.
- Diospyros tessellaria Poir.
- Diospyros tessmannii Mildbr.
- Diospyros tetraceros H.Perrier
- Diospyros tetrandra Hiern
- Diospyros tetrapoda H.Perrier
- Diospyros tetrasperma Sw.
- Diospyros texana Scheele
- Diospyros thaiensis Phengklai
- Diospyros thomasii Hutch. & Dalziel
- Diospyros thorelii (Lecomte) T.H.Nguyên
- Diospyros thouarsii Hiern
- Diospyros thwaitesii (Hiern) Bedd.
- Diospyros tireliae F.White
- Diospyros tonkinensis A.Chev.
- Diospyros torquata H.Perrier
- Diospyros touranensis Lecomte
- Diospyros toxicaria Hiern
- Diospyros transita (Bakh.) Kosterm.
- Diospyros transitoria Bakh.
- Diospyros trengganuensis Ng
- Diospyros trianthos Phengkhlai
- Diospyros trichophylla Alston
- Diospyros tricolor (Schumach. & Thonn.) Hiern
- Diospyros tridentata F.White
- Diospyros tristis King & Gamble
- Diospyros trisulca F.White
- Diospyros trombetensis Sandwith
- Diospyros troupinii F.White
- Diospyros truncata Zoll. & Moritzi
- Diospyros truncatifolia Caveney
- Diospyros tsangii Merr.
- Diospyros tuberculata Bakh.
- Diospyros turfosa Kosterm.
- Diospyros tutcheri Dunn
- Diospyros uaupensis Cavalcante
- Diospyros ubaita B.Walln.
- Diospyros ulo Merr.
- Diospyros umbrosa F.White
- Diospyros undulata Wall. ex G.Don
- Diospyros unisemina C.Y.Wu
- Diospyros urep B.Walln.
- Diospyros urschii H.Perrier
- Diospyros uzungwaensis Frim.-Møll. & Ndang.
- Diospyros vaccinioides Lindl.
- Diospyros variegata Kurz
- Diospyros veillonii F.White
- Diospyros velutinosa Bakh.
- Diospyros velutipes (H. Perrier) G.E. Schatz & Lowry
- Diospyros venenosa Bakh.
- Diospyros venosa Wall. ex A.DC.
- Diospyros vera (Lour.) A.Chev.
- Diospyros vermoesenii De Wild.
- Diospyros verrucosa Hiern
- Diospyros vescoi Hiern
- Diospyros vestita Benoist
- Diospyros vieillardii (Hiern) Kosterm.
- Diospyros vignei F.White
- Diospyros villosa (L.) De Winter
- Diospyros villosiuscula Kosterm.
- Diospyros virgata (Gürke) Brenan
- Diospyros virginiana L. – hurma amerykańska
- Diospyros viridicans Hiern
- Diospyros vitiensis Gillespie
- Diospyros wagemansii F.White
- Diospyros wajirensis F.White
- Diospyros walkeri (Wight) Gürke
- Diospyros wallichii King & Gamble
- Diospyros weddellii Hiern
- Diospyros whitei Dowsett-Lemaire & Pannell
- Diospyros whitfordii Merr.
- Diospyros whyteana (Hiern) P.White
- Diospyros winitii Fletcher
- Diospyros xavantina Sothers
- Diospyros xiangguiensis S.K.Lee
- Diospyros xishuangbannaensis C.Y.Wu & H.Chu
- Diospyros yaouhensis (Schltr.) Kosterm.
- Diospyros yatesiana Standl.
- Diospyros yeobi Bakh.
- Diospyros yomomo B.Walln.
- Diospyros yucatanensis Lundell
- Diospyros yunnanensis Rehder & E.H.Wilson
- Diospyros zenkeri (Gürke) F.White
- Diospyros zhenfengensis S.K.Lee
- Diospyros zombensis (B.L.Burtt) F.White